# 稲瀬川栄治郎
稲瀬川 栄治郎（いなせがわ えいじろう、1864年9月17日（元治元年8月17日） - 1925年（大正14年）1月22日）は、現在の茨城県笠間市出身で入間川部屋に所属した力士。本名は小幡 栄次郎。169cm、98kg。最高位は西前頭筆頭。

## 経歴
1889年幕下格で初土俵、四股名は師匠の入間川清藏が一時名乗っていたものに因む。1897年5月十両昇進。1902年1月新入幕、1910年6月廃業した。1907年6月から1910年6月までは最年長力士。廃業後は男爵古河虎之助の家に召し抱えられ、身辺の世話や相撲の指導を行った。大正14年1月22日東京滝野川区西ヶ原の自宅で腎臓病の為60歳で没する。東京都台東区谷中の慈雲山瑞輪寺に埋葬されている。

## 成績
- 幕内17場所43勝50敗42休25分10預

## 改名
稲瀬川→頂→稲瀬川